# Медковец (квартал)
Медко̀вец е квартал на град Враца. Разположен е в полите на Стара планина. Намира се на около 3 километра от центъра на града. През квартала минава бул. „Втори юни“ – важна за града пътна артерия.
До есента на 2015 година в Медковец функционира филиал на немската верига супермаркети „Пени маркет“. След като чуждестранната верига взема решението да затвори обектите си в България, месеци по-късно сградата наема местната верига супермаркети „Финес“. Сега на същото място функционират супермаркет „Billa“ и магазини на веригите Sinsay и Pepco.

## Транспорт
Тролейбусни спирки са налице в района на МБАЛ „Христо Ботев“, бул. „Втори юни“, както и по-възвишената част на квартала, където има и обръщало. Действащи тролейбусни линии са 1: Химко - Дъбника (през ул.Околчица), 1А: Медковец – Дъбника и 2: Химко – Дъбника (през ДАП), както и автобусна линия 3: Медковец - Дъбника (през бул.Крайречен). Таксиметрови пиаци има до МБАЛ „Христо Ботев“, както и в началото на съседния жилищен комплекс „Младост“ (на пресичащата „Втори юни“ ул. „Кръстьо Бързаков“).

## Образование
Тук се намира помощното училище „Д-р Петър Берон“.